# Offshore-Windpark Dudgeon
Dudgeon ist ein seit Oktober 2017 in Betrieb befindlicher Offshore-Windpark im Vereinigten Königreich in der Nordsee. Dudgeon befindet sich 32 Kilometer vor der Küste der Stadt Cromer in North Norfolk auf einer Fläche von ca. 55 km² bei Wassertiefen von 12 bis 24 Metern. Sein jährliches Regelarbeitsvermögen soll ausreichen um mehr als 410.000 Haushalte mit elektrischer Energie zu versorgen. 

## Geschichte und Bau
Die Investitionsentscheidung über die geschätzten Baukosten in Höhe von 1,5 Mrd. Pfund wurde 2014 getroffen.
Im August 2016 wurden die letzten Fundamente installiert. Bei diesen handelt es sich um Monopiles der Firma Sif Group N.V. Anfang Januar 2017 wurde die erste Windenergieanlage aufgestellt.  Am 7. Februar 2017 wurde der erste Strom in das Netz von UK National Grid eingespeist. Die letzte Turbine wurde im September 2017 installiert. Seit Oktober 2017 ist der Windpark vollständig in Betrieb.

## Betrieb
Der Windpark wird von Firma Dudgeon Offshore Wind Limited betrieben. Dies ist ein Joint Venture von Statoil (35 % Anteil), Masdar (35 %) und einem chinesischen Konsortium (30 %). Dabei ist Statoil der Betreiber des Windparks. Das chinesische Konsortium unter der Führung der China Resources Company erwarb im Dezember 2017 die Projektanteile von Statkraft für 555 Millionen britische Pfund.

## Technik
Zum Einsatz kommen 67 Windenergieanlagen vom Typ Siemens SWT-6.0-154, die auf Monopile-Gründungen installiert werden. Diese Anlagen verfügen bei einem Rotordurchmesser von 154 Metern über eine Nennleistung von jeweils 6,0 MW. Die Nennleistung des Windparks wird damit insgesamt 402 MW betragen.